# 김구라 김동현의 김부자쇼
《김구라 김동현의 김부자쇼》는 2014년 5월 16일부터 8월 8일까지 투니버스에서 방송된 버라이어티 예능 프로그램이다.

## 출연자
- 김구라 (MC)
- 김동현 (MC)
- 도대웅
- 이수민
- 낸시
- 노효정
- 홍태의
- 류의현
- 추예진
- 노태엽